# Grand Prix automobile de Détroit 1987
Résultats du Grand Prix automobile de Détroit de Formule 1 1987 qui a eu lieu sur le circuit urbain de Détroit le 21 juin 1987.

## Qualifications
| Pos. | No | Pilote             | Équipe                 | Temps          |
| ---- | -- | ------------------ | ---------------------- | -------------- |
| 1    | 5  | Nigel Mansell      | Williams-Honda         | 1 min 39 s 264 |
| 2    | 12 | Ayrton Senna       | Lotus-Honda            | 1 min 40 s 607 |
| 3    | 6  | Nelson Piquet      | Wiliams-Honda          | 1 min 40 s 942 |
| 4    | 20 | Thierry Boutsen    | Benetton-Ford          | 1 min 42 s 050 |
| 5    | 1  | Alain Prost        | McLaren-TAG            | 1 min 42 s 357 |
| 6    | 18 | Eddie Cheever      | Arrows-Megatron        | 1 min 42 s 361 |
| 7    | 27 | Michele Alboreto   | Ferrari                | 1 min 42 s 684 |
| 8    | 19 | Teo Fabi           | Benetton-Ford          | 1 min 42 s 918 |
| 9    | 7  | Riccardo Patrese   | Brabham-BMW            | 1 min 43 s 479 |
| 10   | 17 | Derek Warwick      | Arrows-Megatron        | 1 min 42 s 541 |
| 11   | 2  | Stefan Johansson   | McLaren-TAG            | 1 min 43 s 797 |
| 12   | 28 | Gerhard Berger     | Ferrari                | 1 min 43 s 816 |
| 13   | 3  | Jonathan Palmer    | Tyrrell-Ford           | 1 min 44 s 350 |
| 14   | 4  | Philippe Streiff   | Tyrrell-Ford           | 1 min 45 s 037 |
| 15   | 9  | Martin Brundle     | Zakspeed               | 1 min 45 s 291 |
| 16   | 10 | Christian Danner   | Zakspeed               | 1 min 45 s 740 |
| 17   | 8  | Andrea De Cesaris  | Brabham-BMW            | 1 min 46 s 046 |
| 18   | 24 | Alessandro Nannini | Minardi-Motori Moderni | 1 min 46 s 083 |
| 19   | 21 | Alex Caffi         | Osella-Alfa Romeo      | 1 min 46 s 124 |
| 20   | 30 | Philippe Alliot    | Larrousse-Ford         | 1 min 46 s 194 |
| 21   | 25 | René Arnoux        | Ligier-Megatron        | 1 min 46 s 211 |
| 22   | 16 | Ivan Capelli       | March-Ford             | 1 min 46 s 269 |
| 23   | 26 | Piercarlo Ghinzani | Ligier-Megatron        | 1 min 47 s 471 |
| 24   | 11 | Satoru Nakajima    | Lotus-Honda            | 1 min 48 s 801 |
| 25   | 23 | Adrian Campos      | Minardi-Motori Moderni | 1 min 50 s 495 |
| 26   | 14 | Pascal Fabre       | AGS-Ford               | 1 min 53 s 644 |

## Classement de la course
| Pos. | No | Pilote             | Écurie                 | Tours | Temps/Abandon                      | Grille | Points |
| ---- | -- | ------------------ | ---------------------- | ----- | ---------------------------------- | ------ | ------ |
| 1    | 12 | Ayrton Senna       | Lotus-Honda            | 63    | 1 h 50 min 16 s 358 (137,903 km/h) | 2      | 9      |
| 2    | 6  | Nelson Piquet      | Williams-Honda         | 63    | + 33 s 819                         | 3      | 6      |
| 3    | 1  | Alain Prost        | McLaren-TAG            | 63    | + 45 s 327                         | 5      | 4      |
| 4    | 28 | Gerhard Berger     | Ferrari                | 63    | + 1 min 02 s 601                   | 12     | 3      |
| 5    | 5  | Nigel Mansell      | Williams-Honda         | 62    | + 1 tour                           | 1      | 2      |
| 6    | 18 | Eddie Cheever      | Arrows-Megatron        | 60    | + 3 tours                          | 6      | 1      |
| 7    | 2  | Stefan Johansson   | McLaren-TAG            | 60    | + 3 tours                          | 11     |        |
| 8    | 10 | Christian Danner   | Zakspeed               | 60    | + 3 tours                          | 16     |        |
| 9    | 7  | Riccardo Patrese   | Brabham-BMW            | 60    | + 3 tours                          | 9      |        |
| 10   | 25 | René Arnoux        | Ligier-Megatron        | 60    | + 3 tours                          | 21     |        |
| 11   | 3  | Jonathan Palmer    | Tyrrell-Ford           | 60    | + 3 tours                          | 13     |        |
| 12   | 14 | Pascal Fabre       | AGS-Ford               | 58    | + 5 tours                          | 26     |        |
| Abd. | 20 | Thierry Boutsen    | Benetton-Ford          | 52    | Freins                             | 4      |        |
| Nc.  | 26 | Piercarlo Ghinzani | Ligier-Megatron        | 51    | Non classé                         | 23     |        |
| Abd. | 4  | Philippe Streiff   | Tyrrell-Ford           | 44    | Perte d'une roue                   | 14     |        |
| Abd. | 30 | Philippe Alliot    | Larrousse-Ford         | 38    | Accident                           | 20     |        |
| Abd. | 27 | Michele Alboreto   | Ferrari                | 25    | Boîte de vitesses                  | 7      |        |
| Abd. | 24 | Alessandro Nannini | Minardi-Motori Moderni | 22    | Boîte de vitesses                  | 18     |        |
| Abd. | 9  | Martin Brundle     | Zakspeed               | 16    | Turbo                              | 15     |        |
| Abd. | 17 | Derek Warwick      | Arrows-Megatron        | 12    | Transmission                       | 10     |        |
| Abd. | 16 | Ivan Capelli       | March-Ford             | 9     | Batterie                           | 22     |        |
| Abd. | 19 | Teo Fabi           | Benetton-Ford          | 6     | Collision                          | 8      |        |
| Abd. | 21 | Alex Caffi         | Osella-Alfa Romeo      | 3     | Boîte de vitesses                  | 19     |        |
| Abd. | 8  | Andrea De Cesaris  | Brabham-BMW            | 2     | Boîte de vitesses                  | 17     |        |
| Abd. | 23 | Adrian Campos      | Minardi-Motori Moderni | 1     | Collision                          | 25     |        |
| Abd. | 11 | Satoru Nakajima    | Lotus-Honda            | 0     | Collision                          | 24     |        |

## Pole position et record du tour
- Pole position : Nigel Mansell en 1 min 39 s 264 (vitesse moyenne : 145,902 km/h).
- Meilleur tour en course : Ayrton Senna en 1 min 40 s 464 au 39e tour (vitesse moyenne : 144,159 km/h).

## Tours en tête
- Nigel Mansell : 33 (1-33)
- Ayrton Senna : 30 (34-63)

## À noter
- 6e victoire pour Ayrton Senna.
- 79e et dernière victoire pour Lotus en tant que constructeur.
- 19e victoire pour Honda en tant que motoriste.